# Mare Spumans
Mer des Écumes
Mare Spumans (mer des Écumes, en Latin) est une mare lunaire située immédiatement au sud de Mare Undarum, sur la face visible de la lune. Elle est un des nombreux lacs d'altitude du bassin Crisium, entourant Mare Crisium. Le matériau du bassin avoisinant remonte à l'époque du nectarien, tandis que le basalte de cette mer remonte à l'imbrien supérieur. Le cratère Apollonius W est situé sur le bord ouest de Mare Spumans. Ce cratère est blanc et est entouré d'un système de rayons.